# Jean-Joseph Gauthier
Jean Joseph Gauthier (Septmoncel, 16 aprile 1765 – Ruffey-sur-Seille, 26 novembre 1815) è stato un militare francese. Cugino del generale Jean-Pierre Gauthier, fu attivo durante le guerre rivoluzionarie francesi e le guerre napoleoniche.

## Biografia
Nacque a Septmoncel, nel dipartimento della Giura, il 30 aprile 1765. Nel 1791 si arruolò volontario nell'esercito rivoluzionario. Inviato nell'Armata del Reno, venne in seguito promosso a sergente maggiore e aiutante sottufficiale nel 1792. Passò all'Armata del Nord nel 1793, servendo sotto il generale Lecourbe, suo futuro cognato. Prese parte alle battaglie di Hondschoote e di Maubeuge. Promosso a tenente nel 1794, rimase per un breve periodo in Vandea, prima di fare ritorno sul fronte della Sambre e Mosa e sul fronte del Reno nei tre anni successivi. In questo periodo divenne capitano e aiutante di campo del generale Lecourbe. Sempre seguendo Lecourbe, prestò servizio al suo fianco in Germania ed in Svizzera tra il 1799 ed il 1800, prendendo parte alle battaglie di Stockach e Memmingen durante la campagna di Moreau in Germania.
Al termine della guerra passò di guarnigione in guarnigione: prima nel canton Grigioni, poi in Vandea, a Vannes ed infine a Brest. Nel 1804 fu nominato Ufficiale della Legion d'Onore. Passò due anni nell'Armata d'Italia prima di essere inviato in Germania sotto il comando del generale Molitor. Combatté a Stralsund nel 1808. Nello stesso anno venne arrestato da alcune truppe spagnole ribelli e liberato dai danesi. Poco tempo dopo partecipò alla guerra della Quinta coalizione e si distinse durante la battaglia di Aspern-Essling. Per il valore dimostrato in battaglia venne elevato a barone dell'Impero e gli venne concessa una rendita di 4000 franchi all'anno. Nel 1811 venne promosso a generale di brigata e venne inviato nelle Province Illiriche, dove fu posto a comando della fortezza di Cattaro. Dopo lo scoppio della guerra della Sesta coalizione, provò a mantenere il controllo della fortezza, ma fu costretto ad arrendersi dopo un lungo assedio. Fu fatto prigioniero e venne liberato nel febbraio 1814.
Dopo la restaurazione, fu fatto Cavaliere dell'Ordine di San Luigi da Luigi XVIII e fu messo a capo del dipartimento dell'Ain. Nonostante ciò rimase fedele a Bonaparte e dopo il suo ritorno prese parte alla campagna dei Cento giorni. Fu gravemente ferito a Quatre-Bras. Rientrato in Francia, morì per le conseguenze delle ferite riportate nel novembre dello stesso anno.

## Notifiche
1. ↑  Six, p. 488.
2. 1 2 3  Six, p. 489.
3. 1 2 3  Erber, p. 10.